# 萨米·赫迪拉
萨米·赫迪拉（德語：Sami Khedira，1987年4月4日—），德国退役足球運動員，司職中場，是德国国家队队員。退役前效力於柏林赫塔。

## 球會

### 斯图加特
在1995年加入斯图加特足球俱乐部青年队之前，他在少年足球俱乐部TV Oeffingen踢球。在2006-07赛季的第一个月，他被球队主帅阿明·费编制参加德甲联赛。他在2006年10月1日对阵柏林赫塔的比赛中初次亮相，在10月29日与沙尔克04的比赛中获得首粒进球。在2007年1月29日，他和斯图加特签署了他的第一份职业合同，有效期至2009年6月。
2008年7月9日，他的合同被续签到2011年夏季。

### 皇家马德里
2010年夏天由于赫迪拉在南非世界杯上表现出众，皇家马德里队耗资1400万欧元的价格收购了这名德国队主力后腰，并签下5年合同，据称他的年薪将为300万欧元。
穆里尼奧主政時期，赫迪拉是皇馬主力後腰，但安切洛蒂上台後赫迪拉不被重用淪落板凳球員，最後離開皇馬。

### 尤文图斯
2015年6月9號，基迪拉以自由轉會形式與意甲祖雲達斯簽了為期4年的合約。合約將於2015-16賽季開始，即2015年7月1號正式生效。

### 哈化柏林
2021年2月5日，赫迪拉在球隊對上拜仁慕尼黑的主場比賽中替補登場，是重返德甲後首次亮相。

## 國家隊
他在德国21岁以下国家足球队时，曾经率领球队参加2009年欧洲U-21足球锦标赛并夺冠。
他為國出戰的首項大賽是2010年世界盃，他與當時的一眾年青球員如湯馬士·梅拿、奧斯爾等表現出色，其中在季軍戰，基迪拉更射入絕殺一球，助德國以3-2擊敗烏拉圭。
2013年11月16日，早一晚前，26歲的赫迪拉於代表德国在意大利米蘭對意大利國家隊的國際友誼賽時十字韌帶撕裂，要進行手術醫治，估計要養傷6個月。
2014年世界盃，基迪拉在四強大勝巴西7-1的賽事中射入一球，協助德國晉身決賽。

### 國家隊入球
| #  | 日期           | 地點                                   | 對手   | 入球 | 比數 | 比賽               |
| -- | -------------- | -------------------------------------- | ------ | ---- | ---- | ------------------ |
| 1. | 2010年7月10日  | 纳尔逊·曼德拉海湾球场,伊丽莎白港，南非 | 乌拉圭 | 3-2  | 3-2  | 2010年世界盃足球賽 |
| 2. | 2012年6月22日  | 格但斯克PGE體育場，格但斯克，波蘭      | 希腊   | 2-1  | 4-2  | 2012年歐洲國家盃   |
| 3. | 2013年2月6日   | 法蘭西體育場，聖但尼，法國             | 法國   | 2-1  | 2-1  | 國際友誼賽         |
| 4. | 2013年10月11日 | 萊茵能源球場，科隆，德國               | 愛爾蘭 | 1-0  | 3-0  | 2014年世界盃外圍賽 |
| 5. | 2014年7月8日   | 米內羅體育場，貝洛奧里藏特，巴西       | 巴西   | 5-0  | 7-1  | 2014年世界盃       |

## 榮譽
斯图加特
- 德国足球甲级联赛冠軍：2006–07

皇家馬德里
- 西甲冠軍：2011–12
- 西班牙國王盃冠軍：2010–11，2013–14[9]
- 西班牙超級盃冠軍：2012
- 歐冠冠軍：2013–14
- 欧洲超级杯冠軍：2014
- 世俱杯冠軍：2014

尤文图斯
- 意甲冠軍：2015–16，2016–17，2017–18，2018–19, 2019–20
- 意大利杯冠軍：2015–16，2016–17，2017–18
- 意大利超級杯冠軍：2018

### 國家隊
- 世界杯足球赛冠军：2014
- 歐洲U-21足球錦標賽冠軍： 2009

## 个人信息
赫迪拉父亲是突尼斯人，母亲是德国人。萨米的弟弟兰尼·赫迪拉效力于斯图加特青年队并是德国U15的一员。